# Инклајн Вилиџ-Кристал Беј (Невада)
Инклајн Вилиџ-Кристал Беј (енгл. Incline Village-Crystal Bay) град је у америчкој савезној држави Невада.

## Демографија
По попису из 2000. године број становника је 9.952.
| Група             | 2000.         | 2010.    |
| Белци             | 8.347 (83,9%) | 0 (0,0%) |
| Афроамериканци    | 46 (0,5%)     | 0 (0,0%) |
| Азијати           | 156 (1,6%)    | 0 (0,0%) |
| Хиспаноамериканци | 1.207 (12,1%) | 0 (0,0%) |
| Укупно            | 9.952         | 0        |